# おおまさり
おおまさりとは、落花生の一種。日本国内で栽培されている落花生の中で極大粒実である。
2007年（平成19年）に千葉県で品種改良によって誕生した新種。ナカテユタカとジェンキンスをかけ合わせた品種である。
大きさは従来品種「郷の香」の約２倍。
千葉県ではおおまさりの産地化と普及を目指し種苗法に基づく登録品種（PVP）をしている。
千葉県はもとより、関東・関西方面へも普及しつつある。
甘みがつよく実がやわらかいので、ゆで豆に最適である。
当初、食用として千葉県で流通していたが、評判が良く現在では全国で流通している。しかし、収穫したての生落花生は地元の農家以外はなかなか食べることができない逸品である。
おおまさりの名前の由来は、「大きさや味が勝る」といったところから。
食用のおおまさりは主に生・レトルト・冷凍の「ゆで落花生」として8月 - 11月にかけて各地の直売所やインターネット等で販売されている。
生産が多い地域は落花生作付面積の多い、八街市・富里市・山武市などである。
平成21年の作付け面積は約20ヘクタールで、収穫量は約40トン程度。